# Цахкаландж
Цахкаландж (арм. Ծաղկալանջ) — село в Армавирской области Армении.

## География
Село расположено в восточной части марза, к западу от реки Касах, к северу от автодороги , на расстоянии 19 километров к северо-востоку от города Армавир, административного центра области. Абсолютная высота — 885 метров над уровнем моря.
Климат
Климат характеризуется как семиаридный (BSk в классификации климатов Кёппена). Среднегодовая температура воздуха составляет 11,9 °C. Средняя температура самого холодного месяца (января) составляет −3 °С, самого жаркого месяца (июля) — 25,2 °С. Расчётная многолетняя норма атмосферных осадков — 307 мм. Наибольшее количество осадков выпадает в мае (52 мм).

## Население
| Год переписи | Население          | Население          | Население          | Население            | Население            | Население            |
| Год переписи | Наличное население | Наличное население | Наличное население | Постоянное население | Постоянное население | Постоянное население |
| Год переписи | Всего              | Мужчины            | Женщины            | Всего                | Мужчины              | Женщины              |
| ------------ | ------------------ | ------------------ | ------------------ | -------------------- | -------------------- | -------------------- |
| 2001         | 1225               | 600                | 625                | 1323                 | 666                  | 657                  |
| 2011         | 1203               | 571                | 632                | 1283                 | 637                  | 646                  |

| Год  | Численность | Численность |
| ---- | ----------- | ----------- |
| 1831 | 102         | [ 8 ]       |
| 1873 | 285         | [ 9 ]       |
| 1897 | 356         | [ 8 ]       |
| 1926 | 423         | [ 8 ]       |
| 1939 | 467         | [ 8 ]       |
| 1959 | 518         | [ 8 ]       |
| 1970 | 514         | [ 8 ]       |
| 1979 | 1032        | [ 8 ]       |
| 1989 | 1279        | [ 10 ]      |
| 2001 | 1323        | [ 8 ]       |
| 2011 | 1283        | [ 11 ]      |